# Hymenochaete jobii
Hymenochaete jobii är en svampart som beskrevs av Parmasto 2001. Hymenochaete jobii ingår i släktet Hymenochaete och familjen Hymenochaetaceae.   Inga underarter finns listade i Catalogue of Life.